# Emma Naomi
Emma Naomi (* 20. Dezember 1994) ist eine britische Schauspielerin bei Film, Theater und Fernsehen.
Bekannt wurde sie durch ihre wiederkehrenden Rollen als DC Lisa Donckers in den Fernsehserien Professor T und Alice Mondrich in Bridgerton.

## Leben
Naomi schloss ihr Studium an der Guildhall School of Music and Drama in London mit dem Bachelor of Arts ab. Neben ihrem Studium schloss sie eine Ausbildung als zertifizierte Fitness-Trainerin und Masseurin ab.

### Theater
Während ihres Studiums gab sie ihr Theaterdebüt 2015 im Bristol Old Vic Theatre im Stück Hexenjagd.
Weitere Stationen waren u. a. (The Fall Of) The Master Builder (West Yorkshire Playhouse); Dead Don’t Floss (National Theatre); Don Juan In Soho (Wyndham's Theatre); Deathwatch (Print Room at The Coronet); This Man Right Here (Hen & Chickens) und eine Lesung von The Real Thing mit Ewan McGregor.

### Film und Fernsehen
Naomi gab ihr Filmdebüt in einer Anzahl von Kurzfilmen, darunter das
Drama House Girl (2016), der Horrorkurzfilm Pacalu (2017) und der Thriller All You Can Carry (2018).
Im Jahr 2019 spielte Naomi in dem BBC-Drama Die skandalösen Affären der Christine Keeler, einer Fernsehserie über die Profumo-Affäre aus den 1960er Jahren. Sie erscheint seit 2021 in der Dramaserie Professor T als Lisa Donckers, Polizeidetektivin und ehemalige Schülerin des Professors, und seit 2020 als Alice Mondrich in der Netflix-Serie Bridgerton.

## Filmographie (Auswahl)
- 2016: House Girl (Kurzfilm)
- 2017: Pacalu (Kurzfilm)
- 2018: All You Can Carry (Kurzfilm)
- 2019: Die skandalösen Affären der Christine Keeler (The Trial of Christine Keeler) (Fernsehserie, 1 Folge)
- 2020: Emerge (Kurzfilm)
- seit 2020: Bridgerton (Fernsehserie, 14 Folgen)
- seit 2021: Professor T (Fernsehserie, 18 Folgen)
- 2022: Four Lives (Fernsehserie, 1 Folge)
- 2023: Surprised by Oxford
- 2024: Death in Paradise (Fernsehserie, 1 Folge)
- 2025: What it feels like for a Girl? (Fernsehserie, 1 Folge)
- 2025: Too Much (Fernsehserie, 5 Folgen)

## Synchronisation (Auswahl)
- 2021: Forza Horizon 5 als Player Voice